# Boxeraufstand (Schnitzler)
Boxeraufstand ist der Titel eines Novellenfragments von Arthur Schnitzler, das erstmals posthum 1957 in der Neuen Rundschau veröffentlicht wurde. Das überlieferte Typoskript im Nachlass ist undatiert, muss aber in den Jahren nach dem Boxeraufstand verfasst sein. 

## Inhalt
Die Handlung spielt zur Zeit des Boxeraufstands in China um 1900. Ein nicht aus China stammender Oberleutnant ist mit der Vollstreckung eines Todesurteils an siebzehn chinesischen Aufständischen betraut. Während sich die Verurteilten mit dem bevorstehenden Tod abfinden, fällt einer durch seine außergewöhnliche Gelassenheit auf: Er liest einen Roman und lässt sich durch den bevorstehenden Tod nicht von seiner Lektüre abbringen. Die unerschütterliche Haltung des Mannes irritiert den Offizier derart, dass dieser beim Regiment eine Begnadigung für ihn erwirkt. Der Text endet mit der Hinrichtung der übrigen Verurteilten und dem stillen Abgang des Begnadigten.

## Themen und Motive
Das Fragment thematisiert die psychische Erschütterung des Erzählers angesichts eines durch die Gelassenheit in Anblick des Todes ihm nicht nachvollziehbaren Verhaltens. Sofern es sich um einen europäischen Leutnant (es ist von „Seine Majestät“ die Rede) handelt, reflektiert das Novellenfragment auch kolonialen Machtmissbrauch.

## Form und Stil
Der Text ist teilweise in Stichworten formuliert, was auf die nicht abgeschlossene Ausarbeitung durch Schnitzler verweist. Der zentrale Teil ist in Ich-Form aus der Perspektive des Leutnants geschrieben. 

## Publikation
Das Typoskript umfasst vier Blätter, die von Schnitzler handschriftlich korrigiert, wegen seinem Entwurfscharakter aber in diesem Zustand nicht zur Publikation gedacht war. Es wird heute im Deutschen Literaturarchiv Marbach aufbewahrt. Die erste Veröffentlichung durch Heinrich Schnitzler – den Sohn des Verfassers – erfolgte 1957 in der Neuen Rundschau. 1961 wurde der Text auch in die Gesamtausgabe der Erzählenden Schriften aufgenommen.

## Ausgaben
- Boxeraufstand. Entwurf zu einer Novelle. In: Die Neue Rundschau, Jg. 54 (1957), H. 1, S. 84–87.
- Boxeraufstand. [Fragment] In: Arthur Schnitzler: Die erzählenden Schriften, Band 1.  Frankfurt am Main: S. Fischer Verlag 1961, S. 545–548.